# Conferencia Luterana Evangélica Confesional
La Conferencia Luterana Evangélica Confesional (CELC) fue fundada en 1993 por trece iglesias nacionales de confesión luterana como miembros, la conferencia ha aumentado hasta los treinta y dos miembros actuales. Las sesiones plenarias se dan cada tres años con encuentros regionales. 

## Su misión
Según su sitio web oficial, la Conferencia Luterana Evangélica Confesional tiene las siguientes metas:
1. Expresar su unidad en fe y comunión cristiana.
2. Proveer un foro de ánimo mutuo y crecimiento espiritual.
3. Promover y fortelecer su unidad en doctrina bíblica y práctica entre sus miembros.
4. Animar a sus miembros a compartir el evangelio puro y su herencia luterana con personas quienes todavía no conocen a Jesús.
5. Dar un tesimonio claro y unido sobre todo de la Biblia como la palabra inspirada, infalible, y autoritaria de Dios.
6. Animar y Realizar la preparación y la publicación de declaraciones doctrinales que afirman la enseñanza bíblica.[2]

## Miembros
- Iglesia Luterana de Todos los Santos de Nigeria (Nigeria)
- Iglesia Luterana Búlgara (Bulgaria)
- Iglesia Luterana Cristo Rey (Nigeria) (Nigeria)
- Iglesia Evangélica-Luterana Concordia (Rusia)
- Iglesia Evangélica Luterana Confesional (México) (México)
- Iglesia Luterana Confesional (Letonia) (Letonia)
- Iglesia Evangélica-Luterana Confesional ChecaRepública Checa)
- Iglesia Evangélica-Luterana Confesional (Puerto Rico) (Puerto Rico)
- Iglesia Evangélica-Luterana Libre (Alemania) (Alemania)
- Sínodo Evangélico-Luterano Estados Unidos (Estados Unidos de América)
- Sínodo Evangélico-Luterano Australia (Australia)
- Sínodo Evangélico-Luterano (Perú) (Perú)
- Gereja Luterana (Indonesia)
- Iglesia Luterana de Camerún (Camerún)
- Iglesia Luterana de África Central Conferencia de Malawi (Malawi)
- Iglesia Luterana de África Central Conferencia de Zambia (Zambia)
- Iglesia Evangélica-Luterana Confesional (Finlandia) (Finlandia)
- Iglesia Luterana Confesional (Noruega) (Noruega)
- Iglesia Luterana Confesional (Suecia) (Suecia)
- Iglesia Evangélica-Luterana Cristiana (Japón) (Japón)
- Iglesia Luterana Ucraniana (Ucrania)
- Sínodo Evangélico Luterano de Wisconsin (Estados Unidos de América)
- Iglesia Evangélica de Confesión Luterana del Ecuador

## Miembros asociados
- Ministerios Evangélicos-Luteranos de Cristo (India)
- Iglesia Evangélica-Luterana de la Rep. de Chile (Chile)
- Iglesia Evangélica-Luterana Confesional de Albania (Albania)
- Sínodo Luterano de Asia Oriente (Asia)
- Iglesia Luterana de Etiopía (Etiopía)
- Iglesia Evangélica-Luterana Portuguesa (Portugal)
- Misión Luterana de Salvación (India)
- Congregación Evangélica-Luterana de San Juan (Finlandia)
- Iglesia Luterana de Seúl (Corea del Sur)
- Misión Luterana-Evangélica de Asia del Sur (Asia del Sur)[3]